# Heim (Familie)
Die Heim sind ein Geschlecht von Wirten, Ärzten und Pfarrern, das seit 1437 in Gais im Schweizer Kanton Appenzell Ausserrhoden nachweisbar ist. 

## Geschichte
Der einer Metzger- und Wirtefamilie entstammende Metzger, Wirt und Leinwandhändler Hans Ulrich Heim führte die 1749 von seinem Schwiegervater erstmals angewandten Molkenkuren weiter und wurde so in den 1760er Jahren zum Begründer des Molkenkurorts Gais. Die internationalen Gäste wussten die für die Zeit überdurchschnittliche Bildung der Familienmitglieder zu schätzen. Das Stammhaus (heute Falken) sowie das 1796 durch Samuel Heim erbaute Kurhaus Ochsen prägen das Gaiser Dorfbild. 
Hans Ulrich Heims Enkel Johann Heinrich Heim war der erste Gaiser Kurarzt. Er verfasste mehrere Schriften über die Gaiser Molkenkuren, während sein Bruder gleichzeitig das Kurhotel führte. Mit dem Tod der beiden endete die Ära der Gaiser Kuren. Die Familie Heim behielt danach die Bildungstradition bei, verliess aber mehrheitlich ihren Bürgerort. Unter Johann Heinrichs Heims Nachkommen befanden sich zwei Generationen Pfarrer, mindestens zwei Generationen Juristen und mindestens drei Generationen Ärzte.